# Paspalum dilatatum
Paspalum dilatatum — вид рослин родини тонконогові (Poaceae). лат. expandido — «розширений».

## Опис
Багаторічна купинна трава з глибокими коренями. Стебла до 130 см; прямі або висхідні, голі. Листові пластини 40 см і більше в довжину і 3-12 мм шириною, жолобчасті, з коричневим жилками. Волоть 10-25 см. Колоски 2,7 до 3,8 мм, яйцеподібні. Цвіте з травня по листопад.

## Поширення
Природжене поширення: Південна Америка: Бразилія; Болівія; Аргентина; Чилі; Парагвай; Уругвай. Натуралізований: Африка: Алжир; Єгипет; Марокко; Танзанія; Гана; Ангола; Замбія; Лесото; Південна Африка; Свазіленд; Маврикій. Азія: Кіпр; Ізраїль; Йорданія; Туреччина; Китай; Японія; Тайвань; Індія; Шрі Ланка; Індокитай; Філіппіни. Кавказ: Вірменія; Азербайджан; Грузія. Південна Європа: Хорватія; Греція [вкл. Крит]; Італія [вкл. Сардинія, Сицилія]; Франція [вкл. Корсика]; Португалія [вкл. Азорські острови, Мадейра]; Гібралтар; Іспанія — Канарські острови. Австралія. Нова Зеландія. Америка: Мексика; Сполучені Штати [вкл. Віддалені Острови США, Гаваї, Американське Самоа]; Фіджі; Нова Каледонія; Ніуе; Соломонові Острови; Вест-Індії; Коста-Рика; Сальвадор; Гватемала.
Росте на луках та інтенсивно зрошуваних культурних ґрунтах. Терпить повені й посуху. Цінується за енергійність і здатність витримувати тиск випасу.

## Галерея

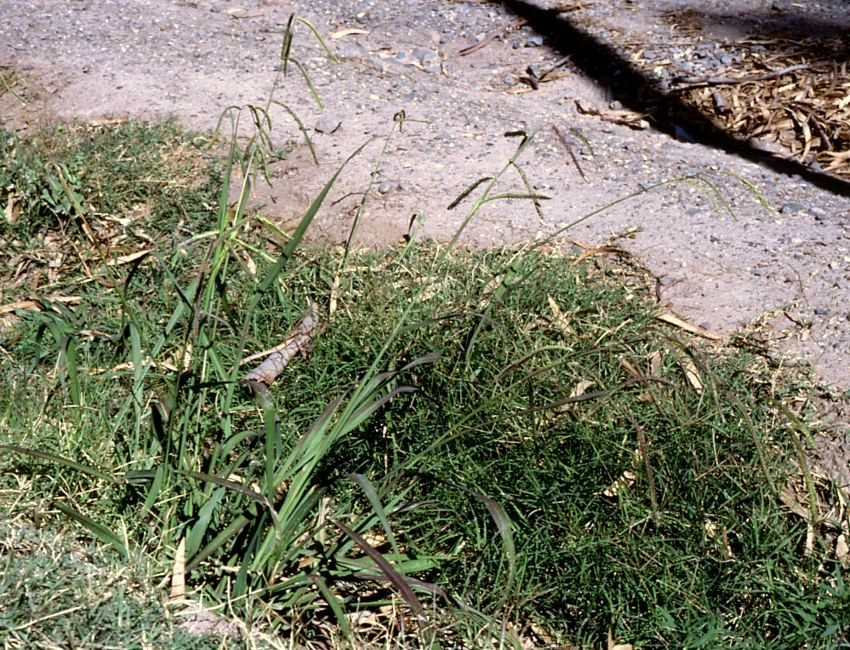
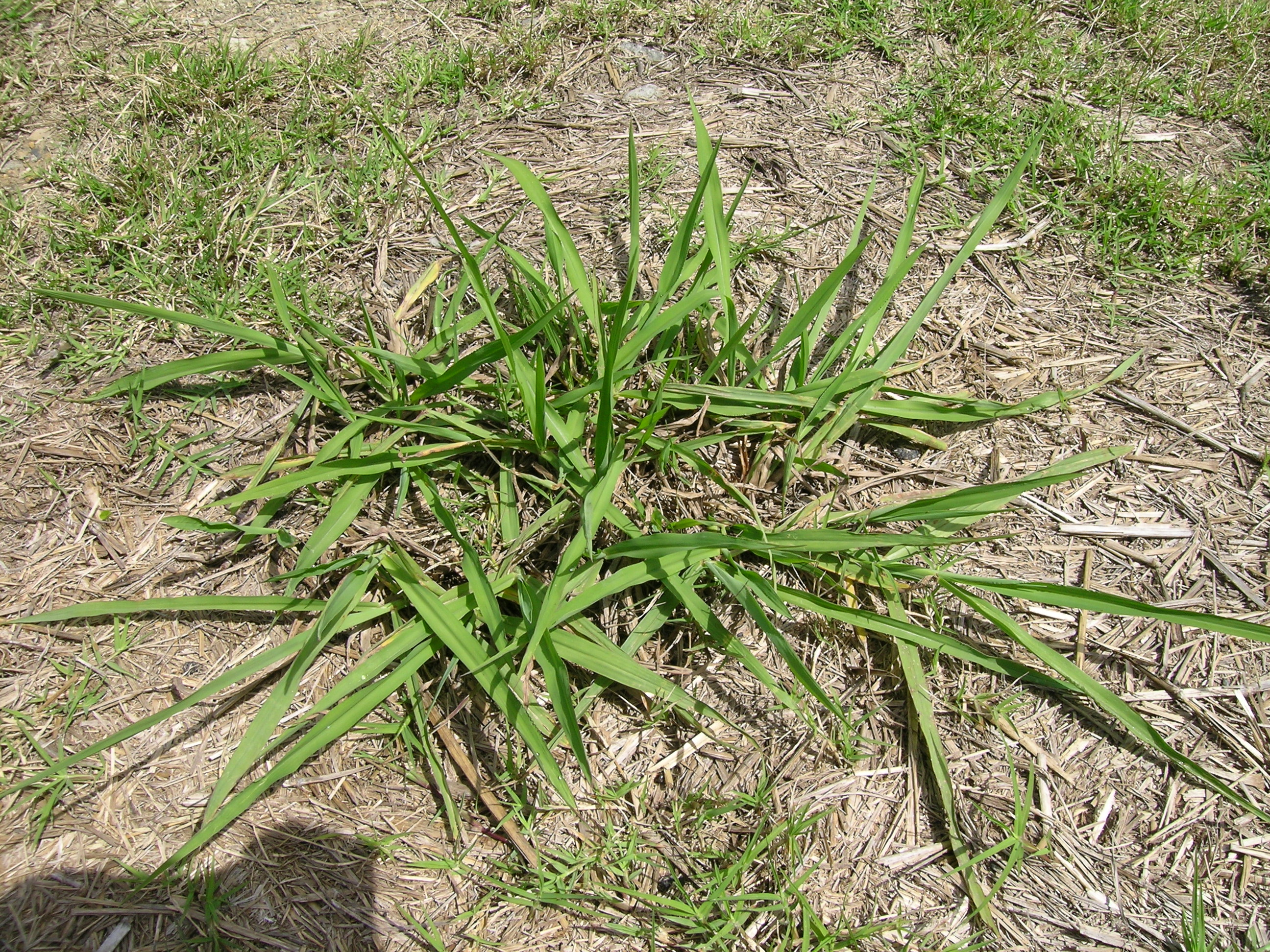
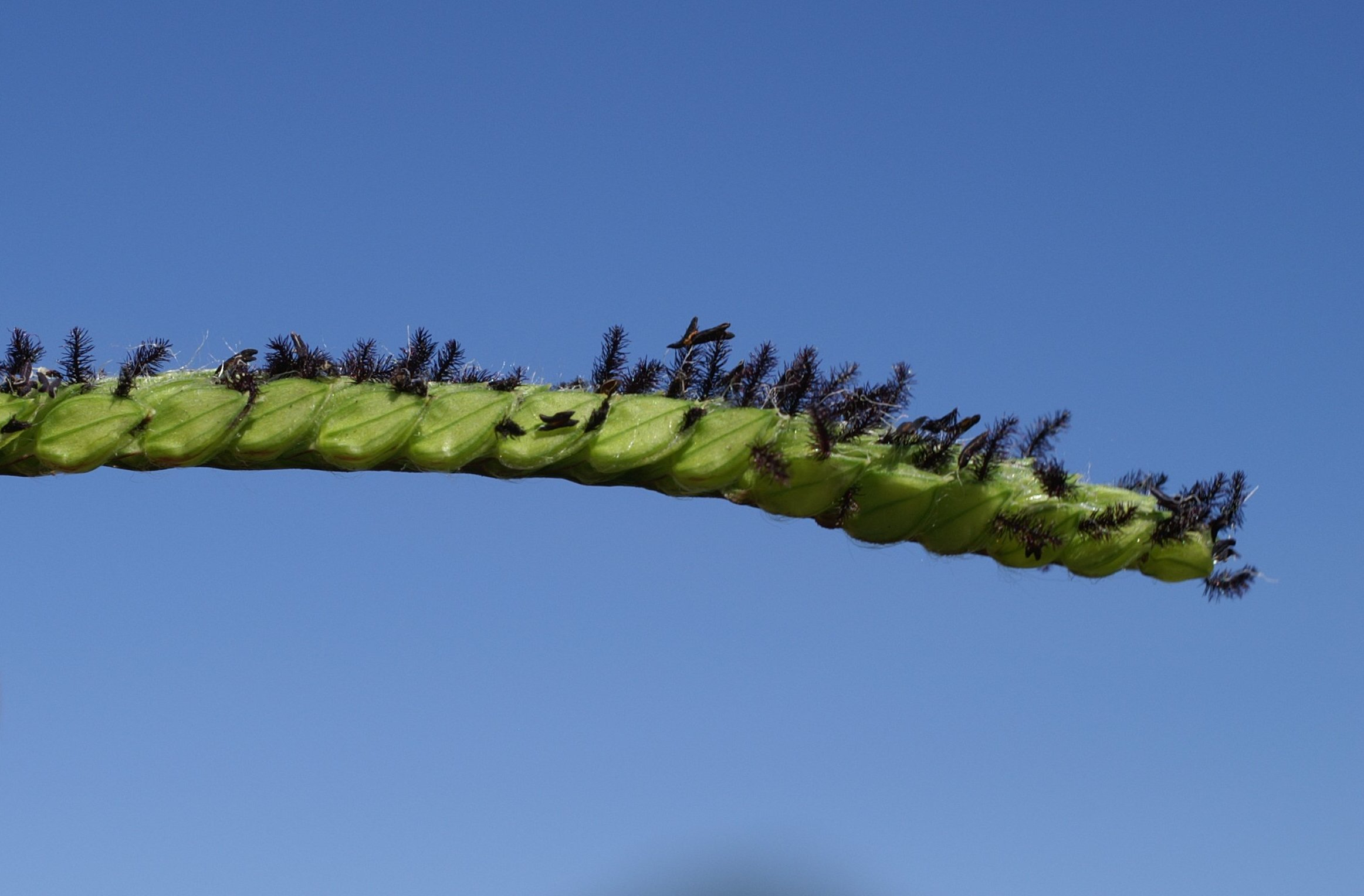